# Maison Oppenheim
Pour les articles homonymes, voir Oppenheim (homonymie).

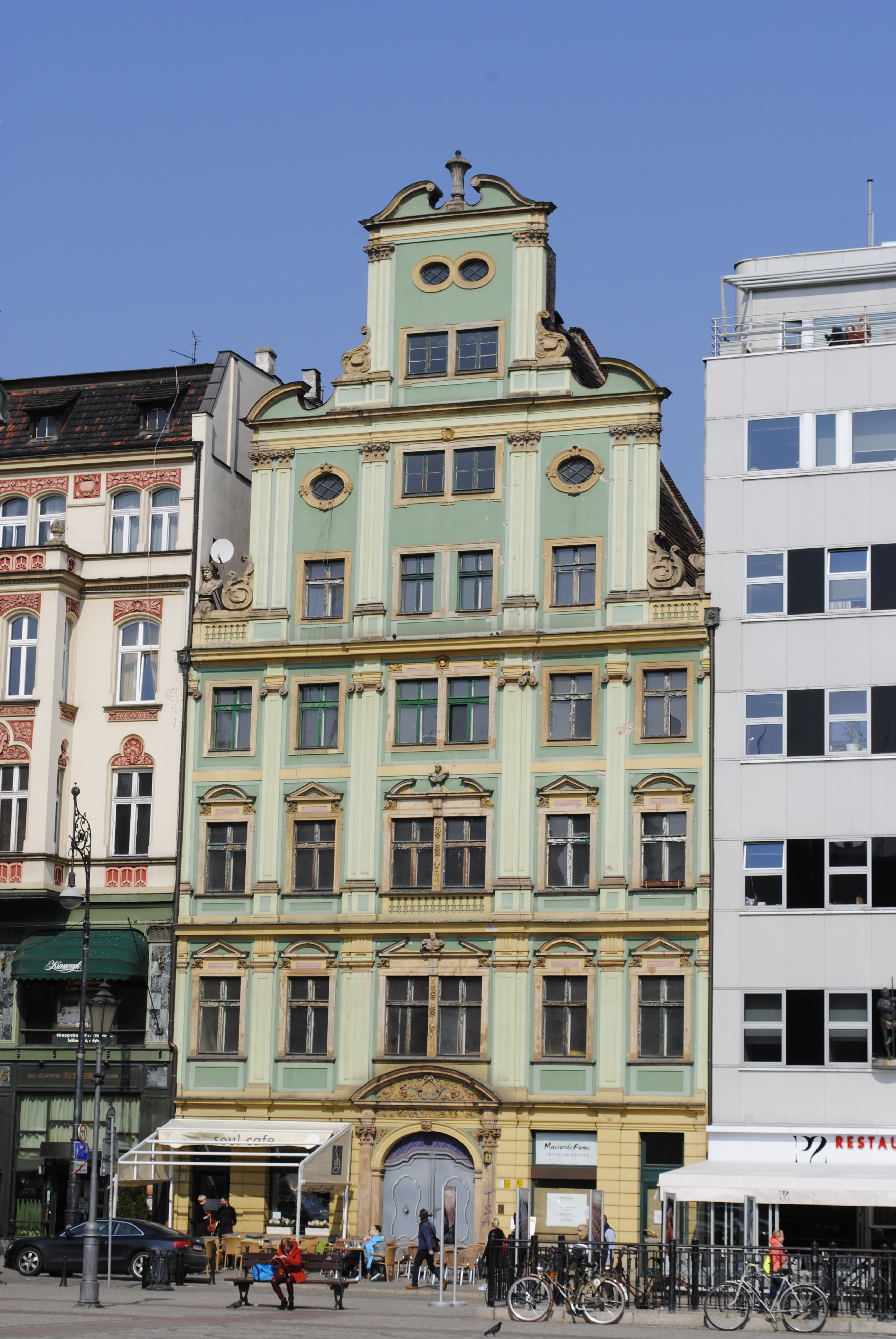
Maison Oppenheim

La maison Oppenheim est une maison baroque classée dans le centre historique de Wroclaw (ancienne Breslau) en Pologne. Datant du XIIIe siècle, elle a été fondamentalement reconstruite au XVIIIe siècle.

## Histoire
La maison de ville a été achetée en 1810 par le banquier Heyman Oppenheim comme résidence familiale et professionnelle. De 1890 à 1940, elle a été le siège de la Fondation Oppenheim pour les pauvres et les nécessiteux de la communauté juive de Wroclaw à travers la fondation de la baronne Julie von Cohn-Oppenheim, épouse de Ferdinand Oppenheim (petit-fils de Heymann Oppenheim). En 1940, la maison a été confisquée par le régime nazi. Quatre résidents juifs de la maison ont été déportés de Breslau en 1940/1941 et assassinés. Depuis 1945, la maison de ville est la résidence municipale de la ville de Wrocław. 

## Usages actuels
À partir de 2017, il y aura des salles d'exposition, le siège d'OP ENHEIM, une salle de conférence multifonctionnelle avec terrasse, un restaurant, une résidence d'artistes et des bureaux. La maison sera ouverte aux habitants de Wroclaw et servira de siège d'institutions culturelles, scientifiques et économiques. L'accent est mis sur des projets culturels et artistiques tels que des expositions et en même temps sur la promotion du dialogue polono-allemand et des échanges internationaux. Le salon d'art au premier étage sera tenu par des conservateurs bien connus et respectés de Berlin et de Wroclaw.
Le projet de modernisation, de conversion et d'agrandissement de l'immeuble historique a été réalisé par le bureau d'architecture Major Architekci et est réalisé en étroite collaboration avec des restaurateurs et des organisations de protection des monuments allemands et polonais.
Les travaux de rénovation et de restauration de la maison baroque ont débuté au début de l'été 2016 et se sont poursuivis jusqu'à l'hiver 2017/2018 .

## Littérature
- M. Karst, Cz. Lasota, A. Zablocka; Badania Architektoniczne budynków na terenie Starego miasta we Wrocławiu, Kamienica Plac Solny 4, Raport nr 2342/92, Instytut Historii Architektury Sztuki i Techniki Politechniki Wrocławskiej;
- D. Eysymontt, R. Eyssymont, Skrócone studium architektoniczno-stylistyczne kamienicy przy pl. Solnym 4 we Wroclawiu, 2013
- Atlas Architektury Wrocławia T.II Wrocław 1998, Wydawnictwo Dolnośląskie.
- Leksykon architektury Wroclawia. Wroclaw 2011 ; Wojciech Brzezowski
- W. Brzezowski, Dom mieszkalny we Wrocławiu w okresie baroku; Wroclaw 2005
- Agnieszka Witkowska ; Badania stratygraficzne elewacji; październik 2014
- Agnieszka Witkowska ; Dokumentacja badań konserwatorskich; Wnętrza kamiénicy, Wroclaw, Plac Solny 4. Wrocław, mars 2013
- « CEL-ART » Józef Cempa ; Documentation badań konserwatorskich i architektonicznych; "/>